# Bataille de Castalla (1812)
Pour les articles homonymes, voir Bataille de Castalla.
Guerre d'indépendance espagnole
Batailles
- Valls (1re)
- 2e Molins de Rei (03-1809) (ca)
- Gérone
- Alcañiz
- María-Belchite
- Mollet
- Vich
- Villafranca (2e)
- Lérida
- Mequinenza
- La Bisbal
- Tortose
- Valls (2e)
- Tarragone (1er)
- Montserrat
- Sagonte
- Valence
- Castalla (1er)
- Castalla (2e)
- Tarragone (2e)
- Ordal

La première bataille de Castalla se déroule le 21 juillet 1812, dans le cadre de la guerre d'indépendance espagnole. Elle oppose la division française du général Jean Isidore Harispe à l'armée espagnole commandée par Joseph O'Donnell. En raison d'un plan de bataille défectueux, les Espagnols voient leur centre enfoncé par les Français, pourtant inférieurs en nombre, avant que leurs colonnes de droite et de gauche ne puissent intervenir. L'affrontement se déroule près de la ville de Castalla, à 32 km au nord-ouest d'Alicante.

## Contexte

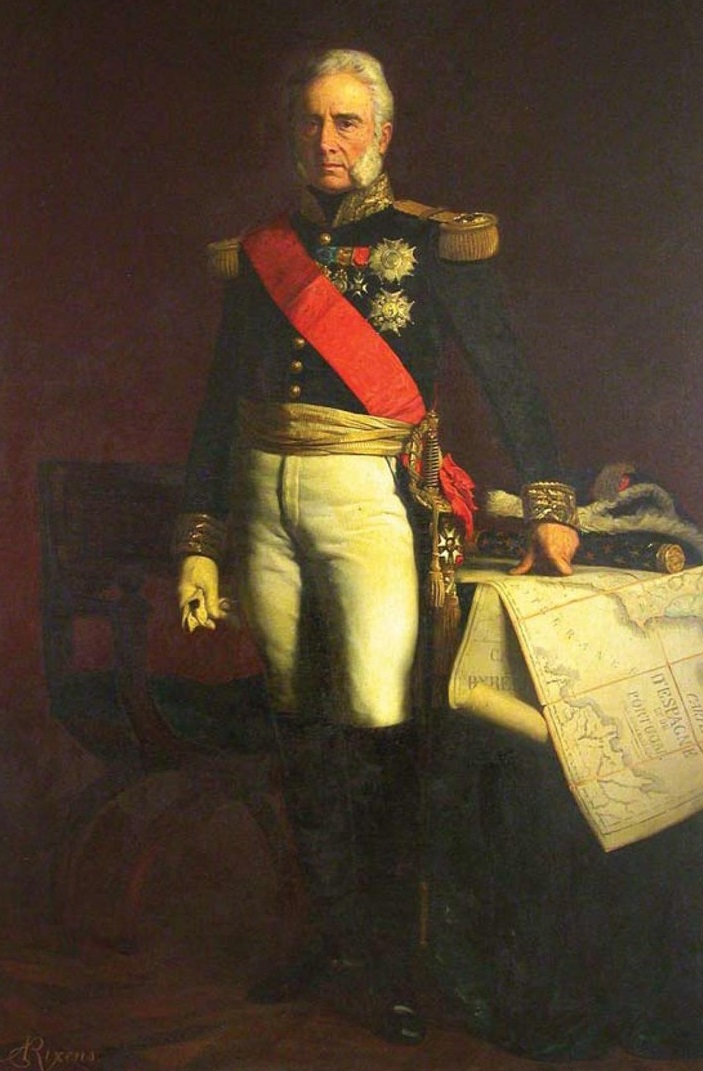
Le général Jean Isidore Harispe, commandant les troupes françaises au cours de la bataille de Castalla.

Après la prise de Valence en janvier 1812, l'armée française d'Aragon, commandée par le maréchal Louis-Gabriel Suchet, occupe la majeure partie de la province de Valence. Au sud de cette région, l'armée espagnole de Murcie se regroupe afin de s'opposer à la progression française. Le 16 janvier, les troupes espagnoles repoussent le général Louis Pierre de Montbrun, qui tentait avec 5 500 soldats de s'emparer d'Alicante. Tandis qu'un corps expéditionnaire anglo-sicilien sous les ordres du général Thomas Maitland est en route vers Alicante, le vicomte de Wellington demande au capitaine général Joseph O'Donnell de planifier une attaque contre les Français.

## La bataille
Ignorant les conseils de Wellington, O'Donnell déploie les 11 000 hommes de son armée en trois colonnes d'attaque chargées d'envelopper l'une des brigades de la division française du général Jean Isidore Harispe. Confronté aux Espagnols, le colonel Jacques-Antoine-Adrien Delort abandonne la tour de Castalla et se replie avec ses soldats sur une colline avoisinante. Alors que les trois brigades centrales de O'Donnell sont en train de reconnaître la position, le 24e régiment de dragons arrive inopinément sur le champ de bataille et effectue une série de charges dévastatrices dans les rangs espagnols. Au total, la cavalerie et l'infanterie françaises tuent ou blessent 1 000 soldats adverses et capturent 2 135 prisonniers. Les colonnes de gauche et de droite de l'armée de Murcie ayant exécuté des mouvements trop larges, l'affrontement se termine avant qu'elles ne soient en mesure d'influer sur l'issue des combats.

## Conséquences
Lorsque le général Maitland arrive finalement à Alicante, il découvre que l'armée de Murcie n'est plus en état de reprendre l'offensive pour les mois à venir. Le lendemain de la bataille de Castalla, Wellington remporte néanmoins une victoire décisive contre les Français à la bataille des Arapiles, ce qui compromet la situation des forces napoléoniennes en Espagne.
Accusé d'avoir pris de mauvaises dispositions, le général O'Donnell est destitué après la bataille.